# Occidryas thielsenensis
Occidryas thielsenensis är en fjärilsart som beskrevs av Gunder 1931. Occidryas thielsenensis ingår i släktet Occidryas och familjen praktfjärilar. Inga underarter finns listade i Catalogue of Life.